# ووكر كاربنتر
ووكر كاربنتر (بالإنجليزية: Walker Carpenter)‏ هو منافس ألعاب قوى أمريكي، ولد في 3 يونيو 1893 في نيونان في الولايات المتحدة، وتوفي في 24 سبتمبر 1956.